# Sainte-Vaubourg
Sainte-Vaubourg ist eine französische Gemeinde mit 83 Einwohnern (Stand 1. Januar 2022) im Département Ardennes in der Region Grand Est; sie gehört zum Arrondissement Vouziers und dem Kanton Attigny.

## Geschichte
Im 8. und 9. Jahrhundert war die Königspfalz Attigny eine der wichtigsten Residenzen der Karolinger. Hier fand im Jahr 785 die Taufe Widukinds und 822 der öffentliche Bußakt Ludwigs des Frommen, die Buße von Attigny, statt. 978 wurde die Pfalz Attigny nach dem Überraschungsangriff des westfränkischen Königs Lothar auf die Aachener Königspfalz beim Gegenschlag Ottos II. niedergebrannt. Sie wurde danach nicht wieder aufgebaut und verschwand bald von der Landkarte. Die Domäne Attigny gehörte jedoch weiterhin zum Krongut und war 987, beim Regierungsantritt Hugo Capets, neben Montreuil der einzige königliche Besitz nördlich der Île-de-France.
Ihren heutigen Namen hat der Ort nach Reliquien der heiligen Walburga, mit denen König Karl der Einfältige im Jahr 916 die neu gestiftete Kapelle der Königspfalz ausstattete.

## Einwohnerentwicklung
| Jahr      | 1962 | 1968 | 1975 | 1982 | 1990 | 1999 | 2007 |
| Einwohner | 93   | 116  | 117  | 93   | 102  | 92   | 96   |

## Sehenswürdigkeiten
- Kirche Notre-Dame
- Römerstraße von Reims nach Trier